# БА-20
БА-20 је совјетски оклопни аутомобил из Другог светског рата.

## Историја
Стандардна лака оклопна кола међуратних и раних ратних година, БА-20 била су заснована на шасији теретног аутомобила ГАЗ-М1. Уобичајено возило имало је двочлану посаду: возач и командир/нишанџија, који се налазио у малој куполи наоружаној митраљезом ДТ калибра 7.62 mm. Командна возила имала су радио и треће седиште за радио-оператера. 

## Карактеристике
БА-20 био је тек нешто више од оклопљеног цивилног аутомобила, и његов танак оклоп, слабо наоружање и 4x2 погон ограничавали су његово коришћење. Са друге стране, био је брз на путевима, поуздан и доступан у великом броју. БА-20М имао је већи резервоар и радио (и трећег члана посаде) у свим возилима, повећавајући његове могућности у извиђању.

## У борби
БА-20 био је знатно бољи од ФАИ (претходно возило): однос снаге мотора и отерећења био је бољи, а било је и места за радио у делу возила. Са друге стране, њихов оклоп од 6 mm давао је мало заштите, наоружање од само једног митраљеза било је слабо, а покретљивост ван пута била је ограничена погоном 4x2.